# 捍卫毛泽东思想工人赤卫队上海总部
捍卫毛泽东思想工人赤卫队上海总部，简称赤卫队，1966年11月23日，成立赤卫队总部（筹），12月6日，召开正式成立大会。号称有80万人参加。出版有《革命战斗快报》，共发行2期。康平路事件后被强迫解散。